# Martina Stoessel
Martina „Tini” Stoessel (ur. 21 marca 1997 w Buenos Aires) – argentyńska aktorka, piosenkarka, modelka i tancerka. Wystąpiła m.in. w tytułowej roli w serialu Violetta.

## Życiorys
Martina Stoessel urodziła się w Buenos Aires jako córka producenta i reżysera Alejandro Stoessela oraz Mariany Muzlery. Mając pięć lat zaczęła uczęszczać na lekcje tańca, później gimnastyki i baletu, a już niebawem występowała w teatrach Musical Comedy, takich jak Musical Theater, poza tym brała lekcje pianina.

## Kariera

### 2007-2011: Początki kariery
W roku 2007 Stoessel dostała swoją pierwszą rolę Martiny w argentyńskiej telenoweli Patito Feo, grała ona asystentkę Fito Bernardi. Również w Patito Feo można ją było zobaczyć jako młodą Annę (w retrospekcji).
W 2011 roku Martina Stoessel nagrała hiszpańską wersję utworu Shannon Saunders, „The Glow”, zatytułowanego „Tu Resplandor”; Piosenka znalazła się na albumie Disney Princesses: Fairy Tale Songs. Stoessel wykonał piosenkę na wydarzeniu Disney Channel w Ameryce Łacińskiej o nazwie Celebratón w dniu 31 grudnia 2011 roku. Piosenka została później wydana w albumie z serii w marcu 2012 roku.

### 2012-2015: Przełom z serialemVioletta
Ojciec Martiny Stoessel przedstawił niepowiązany projekt producentom kanału Disney Channel, który poinformował go później o przesłuchaniach na główną rolę w nadchodzącej serii telewizyjnej Violetta. Pod koniec 2011 roku po intensywnym castingu, Stoessel dostała główną rolę w serialu. Serial rozpoczął pracę między Disney Channel w Ameryce Łacińskiej, Europie, na Bliskim Wschodzie i w Afryce. Pierwszy sezon serialu rozpoczął produkcję w Buenos Aires w 2012 roku. Stoessel zagrała tytułową bohaterkę Violettę Castillo we wszystkich trzech sezonach. Martina zaśpiewała „En Mi Mundo”, wydana później jako singiel w dniu 5 kwietnia 2012 r. W celu promowania serialu. Następnie nagrała włoską wersję „Nel Mio Mondo” oraz wersję angielską „In My Own World”. Obie piosenki zostały wykorzystane jako utwory tematyczne w serii w jego międzynarodowych pokazach we Włoszech, w Wielkiej Brytanii i USA za pośrednictwem Netflixa. Z tej roli Stoessel zdobyła nagrodę dla „Female Newcomer” w wydaniu Kids’s Choice Awards w Argentynie w 2012 roku, a także nominowano do amerykańskiej wersji Nickelodeon Kids 'Choice Awards w kategorii „Favorite Latin Artist”. Serial Violetta, przyniósł dla niej jej ogromną popularność.
W dniu 10 sierpnia 2013 r. Stoessel wystąpił wraz z obsadą Violetty, na imprezie charytatywnej UNICEF „Un sol para los chicos”, gdzie śpiewała piosenki „Ser Mejor” i „En Mi Mundo”. W listopadzie 2013 roku Martina nagrała „Libre soy” i „All’Alba Sorgerò”, hiszpańsko-włoską wersję „Let It Go” z filmu animowanego Disneya Kraina lodu.

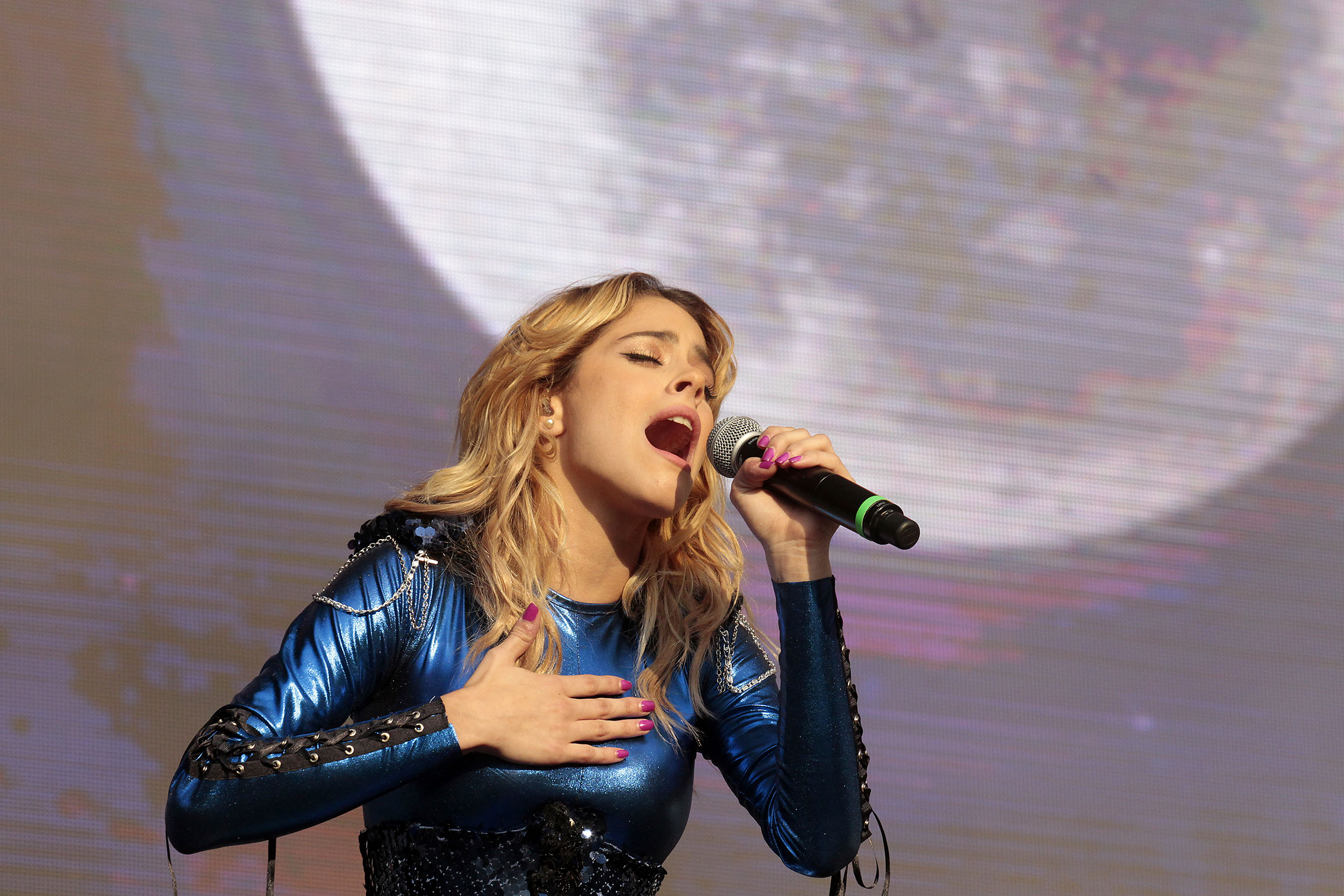
Stoessel podczas koncertu Juntada Tinista w Buenos Aires, maj 2014

W 2014 roku zadebiutowała w dubbingu dla włoskiej wersji językowej filmu Uniwersytet potworny Stoessel użyczyła głosu Carrie. We wrześniu 2014 roku Stoessel wystąpiła podczas międzynarodowej partyzantki Partido Interreligioso por la Paz, zwołanej przez papieża Franciszka w Stadionie Olimpijskim w Rzymie, gdzie zaśpiewała „Nel Mio Mondo” oraz cover piosenki „Imagine” Johna Lennona.
Podczas trwania serialu „Violetta” zorganizowano dwie ogromne trasy koncertowe. Po nakręceniu drugiego sezonu serialu aktorka z obsadą udała się na pierwszą trasę koncertową „Violetta: En Vivo”, gdzie odwiedziła wszystkie kraje Ameryki Łacińskiej oraz w Europie: Włochy, Francję i Hiszpanię. Następnie po nakręceniu trzeciego sezonu na samym początku roku 2015 udała się na ostatnią trasę z obsadą kończącą całe przedsięwzięcie z Violetta. Podczas trasy Violetta Live odwiedziła wszystkie kraje Ameryki Południowej oraz większość Europy.

### 2015-2016: filmTini. Nowe życie Violettyi solowy muzyczny debiut
Stoessel i niektórzy z obsady Violetty rozpoczęli 7 października prace nad nowym filmem pt. Tini: Nowe życie Violetty, który był oficjalnym zakończeniem z serią Violetty. Muzyka do filmu została nakręcona w przerwach koncertowych w finale międzynarodowej trasy telewizyjnej. Piosenki, które zostały nagrane wtedy, znalazły się na oficjalnym albumie Tini. Produkcja nad filmem zakończyła się w połowie grudnia 2015 r. Pierwszy pokaz przedpremierowy miał miejsce 23 kwietnia 2016 roku w Holandii. Premiera odbyła się 4 maja 2016 we Francji.
W lipcu 2015 Stoessel rozpoczęła nagrania debiutanckiej płyty na mocy kontraktu z wytwórnią Hollywood Records. Podczas tej pierwszej wizyty nakręcono piosenki do filmu. Natomiast od stycznia do marca rozpoczęto nagrywać solowe piosenki na debiutancki albumu zatytułowany Tini. Premiera debiutanckiego, solowego singla „Siempre Brillarás” odbyła się 25 marca 2016 roku. Piosenkę nagrano również w języku angielskim pt. „Born to Shine”. 29 kwietnia 2016 miała miejsce premiera wydania albumu w krajach Europejskich oraz Ameryce Łacińskiej. Do tego czasu nie doczekano się premiery na półkach Ameryki Północnej. 6 maja 2016 roku nastąpiła oficjalna premiera teledysku do piosenki „Losing the Love”, który zawierał fragmenty z filmu, jak i scen specjalnie nagranych na potrzeby teledysku. Swój pierwszy solowy występ Tini odbyła w Buenos Aires w La Usina del Arte, gdzie zaśpiewała wszystkie swoje solowe piosenki z płyty.
8 lipca 2016 roku Stoessel wydała swój pierwszy solowy teledysk do piosenki „Great Escape”, który był kręcony w Buenos Aires wraz ze swoim chłopakiem. 14 października 2016 natomiast wydano jej album ponownie jednak wersje deluxe, który zawiera hiszpańską wersję piosenki „Great Escape” – „Yo Me Escaparé” oraz hiszpańską wersję „Got Me Started” – „Ya No Hay Nadie Que Nos Pare” z udziałem kolumbijskiego piosenkarza Sebastiana Yatra. Drugim singlem dziewczyny była piosenka „Got Me Started” wydana 8 grudnia 2016, a z udziałem Sebastina – „Ya No Hay Nadie Que Nos Pare” 19 stycznia 2017 roku.
W Polsce album Tini uzyskał certyfikat złotej płyty.

### 2017: Trasa koncertowa „Got Me Started Tour”, własna linia ubrań, zapowiedź drugiego albumu

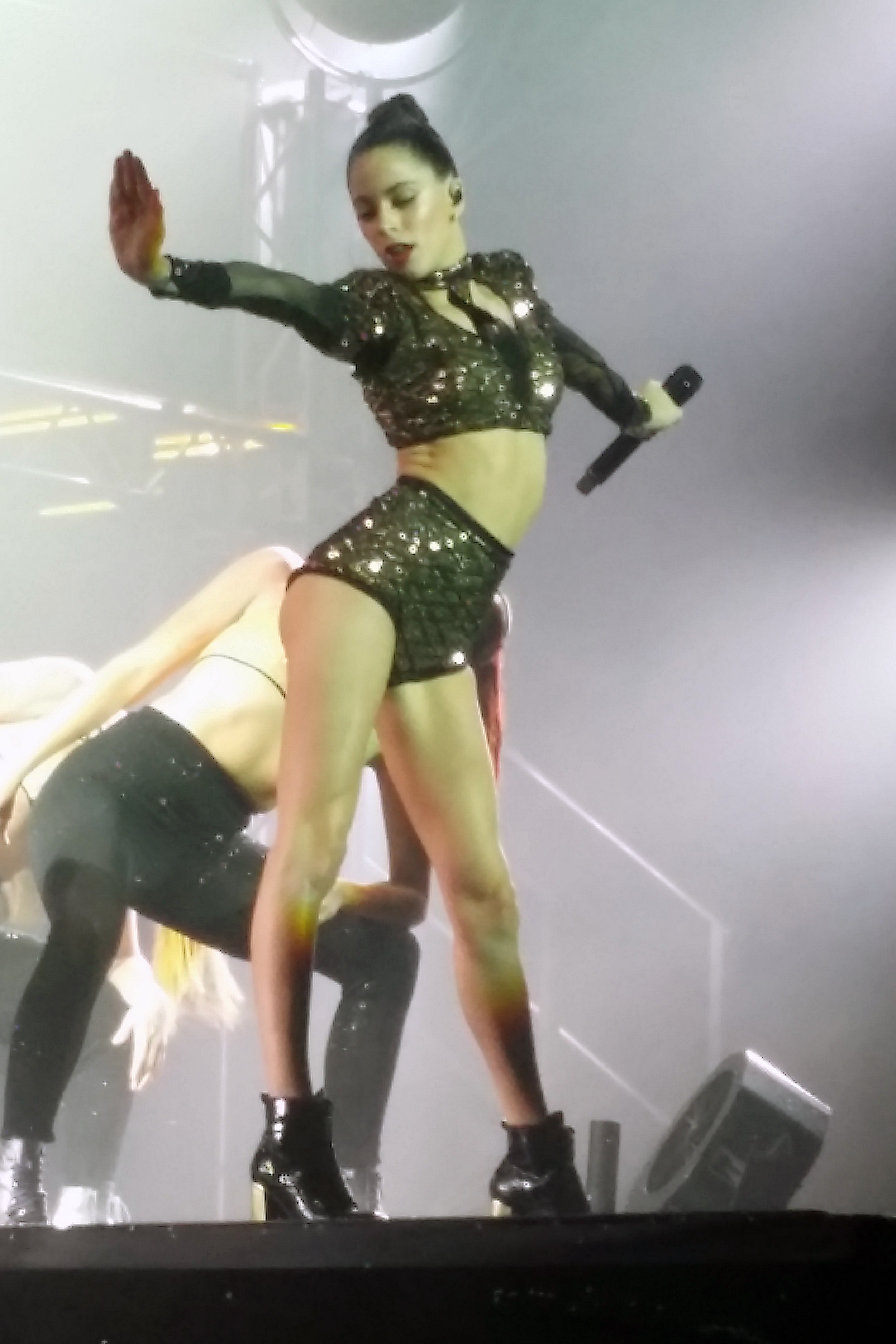
Martina podczas trasy koncertowej Got Me Started Tour. Kwiecień 2017, Paryż.

W dniu 18 marca 2017 r. Martina Stoessel rozpoczęła pierwszą solową trasę koncertową. Nazwa trasy nosi nazwę „Got Me Started Tour” jak jej drugi singiel z płyty Tini. Trasa objęła Europę i Amerykę Łacińską. Pierwsza część trasy objęła 9 krajów europejskich (w tym Polskę), licząc w sumie 23 koncerty na tym kontynencie. Druga część trasy objęła 4 kraje Ameryki licząc w sumie 8 koncertów. W sumie cała trasa liczyła 31 koncertów na dwóch kontynentach, a także pobiła rekord sprzedaży biletów w krajach niemieckojęzycznych oraz cieszyła się dużym zainteresowaniem. Trasa zakończyła się 14 października 2017 roku koncertem w Cordobie w Argentynie.

### 2018-2020: Trasa koncertowa „Quiero Volver Tour”, nowe single
Na początku 2018 roku potwierdziła produkcję drugiego albumu studyjnego i 6 kwietnia tego samego roku wydała pierwszy singiel do nowej płyty „Princesa”, drugi „Quiero Volver” 3 sierpnia i „Por Que Te Vas” 2 listopada. Nowy album został oficjalnie wydany 12 października 2018 roku.
W dniu 13 grudnia 2018 r. Martina Stoessel rozpoczęła swoją drugą solową trasę koncertową. Nazwa trasy jest taka sama jak jej 4 singiel z płyty Quiero Volver. Trasa rozpoczęła się od Ameryki Łacińskiej.
3 maja 2019 r. wydała zupełnie nowy singiel „22” ze współpracą z Greeicy, a 26 lipca pojawił się kolejny singiel Martiny Stoessel „Suéltate El Pelo”. 2 miesiące później, 6 września, wyszedł następny singiel wokalistki „Fresa”, który powstał przy współpracy z Lalo Ebrattem. Później 11 października ukazał się następny singiel piosenkarki „Oye”.
Kolejny singiel „Diciembre” miał premierę 20 grudnia 2019 roku. Na początku 2020 r. wydała dwa nowe single „Recuerdo” i „Ya No Me Llames”.
W maju 2022 roku ukazał się singlowy utwór „Suéltame” w wykonaniu Christiny Aguilery i Tini.

### 2022-2023: Trasa koncertowa „TINI Tour” oraz nowy album „Cupido”
20 maja 2022 roku TINI rozpoczęła swoją kolejną trasę TINI Tour, którą otworzyły koncerty w Hipódromo de Palermo w Argentynie. Wraz z rozpoczęciem trasy koncertowej na  Hipódromo de Palermo, Tini stała się artystką z największą liczbą koncertów w tym miejscu ( sześć wyprzedanych koncertów). Artystka ze swoją trasą odwiedziła Amerykę Łacińską oraz Hiszpanię.
22 i 23 grudnia na Campo Argentino de Polo w Buenos Aires odbyły się dwa koncerty zamykające trasę TINI Tour 2022 transmitowane za pośrednictwem platform Star+ i Disney+.
Pod koniec 2022 roku ogłoszono nowe koncerty z trasy TINI Tour 2023 w Hiszpanii.
16 lutego 2023 Tini wydała swój czwarty solowy album pod tytułem „Cupido”, na którym znalazły się solowe piosenki jak i kolaboracje z m.in. Tiago PZK, Beéle czy Manuel Turizo.
28 kwietnia 2023 artystka podczas konferencji prasowej ogłosiła trzy koncerty z trasy TINI Tour w Stanach Zjednoczonych.

## Filmografia
| Rok  | Tytuł                     | Rola            | Uwaga              |
| ---- | ------------------------- | --------------- | ------------------ |
| 2012 | Alice's Birthday          | Alice           | hiszpański dubbing |
| 2013 | Uniwersytet potworny      | Carrie Williams | włoski dubbing     |
| 2014 | Violetta: Koncert         | Violetta        | film koncertowy    |
| 2015 | Violetta: The Journey     | ona sama        | dokument           |
| 2016 | Tini: Nowe życie Violetty | Violetta / Tini | główna rola        |
| 2019 | Paskudy.UglyDolls         | Moxy            | hiszpański dubbing |
| –    | My Diary                  | –               | –                  |

| Rok       | Tytuł             | Rola                                | Uwaga          |
| --------- | ----------------- | ----------------------------------- | -------------- |
| 2007      | Patito Feo        | Martina / młoda Anna (retrospekcja) | pierwszy sezon |
| 2012–2015 | Violetta          | Violetta Castillo                   | główna rola    |
| 2017      | Soy Luna          | ona sama                            | drugi sezon    |
| 2017      | Las Estrellas     | ona sama                            | –              |
| 2018      | La Voz Argentina  | ona sama (jako trenerka)            | The Voice      |
| 2019      | Pequeños Gigantes | ona sama (skład jury)               | Susana Gimenez |

## Dyskografia

### Solowe albumy
| Tytuł                          | Rok  | Album          |
| ------------------------------ | ---- | -------------- |
| „Libre soy”                    | 2013 | Kraina lodu    |
| „Siempre brillarás”            | 2016 | Tini           |
| „Born to Shine”                | 2016 | Tini           |
| „I Want You”                   | 2016 | Tini           |
| „Yo Te Amo A Ti”               | 2016 | Tini           |
| „Losing The Love”              | 2016 | Tini           |
| „Se Escapa Tu Amor”            | 2016 | Tini           |
| „Great Escape”                 | 2016 | Tini           |
| „Got Me Started”               | 2016 | Tini           |
| „Finders Keepers”              | 2016 | Tini           |
| „Don’t Cry For Me”             | 2016 | Tini           |
| „My Stupid Heart”              | 2016 | Tini           |
| „Si Tu Te Vas”                 | 2016 | Tini           |
| „All You Gotta Do”             | 2016 | Tini           |
| „Solo Dime Tu”                 | 2016 | Tini           |
| „Still Standing”               | 2016 | Tini           |
| „Sigo Adelante”                | 2016 | Tini           |
| „Handwritten”                  | 2016 | Tini           |
| „Lo Que Tu Alma Escribe”       | 2016 | Tini           |
| „Siempre Brillaras (Acustic)”  | 2016 | Tini           |
| „Ya No Hay Nadie Que Nos Pare” | 2016 | Tini (Deluxe)  |
| „Yo Me Escapare”               | 2016 | Tini (Deluxe)  |
| „Te Quiero Mas”                | 2017 | Quiero Volver  |
| „Princesa”                     | 2018 | Quiero Volver  |
| „Consejo De Amor”              | 2018 | Quiero Volver  |
| „Quiero Volver”                | 2018 | Quiero Volver  |
| „Por Que Te Vas”               | 2018 | Quiero Volver  |
| „Love Is Love”                 | 2018 | Quiero Volver  |
| „Respirar”                     | 2018 | Quiero Volver  |
| „Waves”                        | 2018 | Quiero Volver  |
| „Like That”                    | 2018 | Quiero Volver  |
| „Never Ready”                  | 2018 | Quiero Volver  |
| „Flores”                       | 2018 | Quiero Volver  |
| „22”                           | 2019 | TINI TINI TINI |
| „Suéltate El Pelo”             | 2019 | TINI TINI TINI |
| „Fresa”                        | 2019 | TINI TINI TINI |
| „Oye”                          | 2019 | TINI TINI TINI |
| „Recuerdo”                     | 2020 | TINI TINI TINI |
| „Ella Dice”                    | 2020 | TINI TINI TINI |
| „Duele”                        | 2020 | TINI TINI TINI |
| „Un Beso en Madrid”            | 2020 | TINI TINI TINI |
| „Te olvidaré”                  | 2020 | TINI TINI TINI |
| „Diciembre”                    | 2020 | TINI TINI TINI |
| „Si Tu Supieras”               | 2020 | TINI TINI TINI |
| „Tuyo”                         | 2020 | TINI TINI TINI |
| „Acèrcate”                     | 2020 | TINI TINI TINI |
| „Playa”                        | 2020 | TINI TINI TINI |
| „Miènteme”                     | 2021 | Cupido         |
| „Maldita Foto”                 | 2021 | Cupido         |
| „Bar”                          | 2021 | Cupido         |
| „Fantasi”                      | 2022 | Cupido         |
| „La Triple T”                  | 2022 | Cupido         |
| „Carne y Hueso”                | 2022 | Cupido         |
| „La Loto”                      | 2022 | Cupido         |
| „El Ultimo Beso”               | 2022 | Cupido         |
| „Muñecas”                      | 2023 | Cupido         |
| „Cupido”                       | 2023 | Cupido         |
| „Te Pido”                      | 2023 | Cupido         |
| „Las Jordans”                  | 2023 | Cupido         |
| „Beso En Las Rocas”            | 2023 | Cupido         |
| „7 Veces”                      | 2023 | Cupido         |

### Single promocyjne
„Violetta”
| Tytuł             | Rok  | Album           |
| ----------------- | ---- | --------------- |
| „En mi mundo”     | 2012 | Violetta        |
| „Nel mio mondo”   | 2012 | Violetta        |
| „Hoy somos más”   | 2013 | Hoy somos más   |
| „In My Own World” | 2013 | –               |
| „En gira”         | 2014 | Gira mi canción |

### Inne
| Tytuł                        | Rok  | Album                 |
| ---------------------------- | ---- | --------------------- |
| „Lucha Por Tu Suenos”        | –    | –                     |
| „Tu resplandor”              | 2011 | Celebratón in Concert |
| „Libre soy”                  | 2013 | Kraina Lodu           |
| „All’alba sorgerò”           | 2013 | Kraina Lodu           |
| „Invencible” (z Sofia Reyes) | 2019 | Paskudy. UglyDolls    |

### Single z innymi
| Tytuł                     | Rok  | Wykonawcy                                     |
| ------------------------- | ---- | --------------------------------------------- |
| „Somos El Cambio”         | 2016 | Odino Faccia & Tini Stoessel                  |
| „Y Apareciste Tu”         | 2016 | Cacho Castana ft. Tini Stoessel               |
| „Todo Es Posible”         | 2017 | David Bisbal ft. Tini Stoessel                |
| „It’s A Lie”              | 2017 | The Vamps TINI                                |
| „Lights Down Low”         | 2017 | MAX Schneider fr. TINI                        |
| „La Cintura Remix”        | 2018 | Alvaro Soler ft. Flo Rida TINI                |
| „Lo Malo”                 | 2018 | Aitana, Ana Guerra ft. Greeicy & TINI         |
| „Wild”                    | 2018 | Jonas Blue, Chelcee Grimes, TINI, Jhay Cortez |
| „Sad song”                | 2019 | Alesso ft.TINI                                |
| „High Remix”              | 2020 | Maria Becerra ft.TINI, Lola Indigo            |
| „2:50 Remix”              | 2021 | MYA, TINI & DUKI                              |
| „La Niña de la Escuela”   | 2021 | Lola Indigo, TINI, Belinda                    |
| „Tu no me conoces”        | 2021 | Danny Ocean x TINI                            |
| „Suèltame”                | 2022 | Christina Aguilera, TINI                      |
| „Un Reel”                 | 2022 | Ozuna ft.TINI                                 |
| „Por el Resto de Tu Vida” | 2023 | Christian Nodal, TINI                         |
| „Me Enteré”               | 2023 | Tiago PZK, TINI                               |
| „WE PRAY”                 | 2024 | Coldplay, TINI                                |

## Trasy koncertowe
- 2013-2014: Violetta En Vivo
- 2015: Violetta Live
- 2017: Got Me Started Tour
- 2018-2020:Quiero Volver Tour
- 2022-2023:TINI Tour
- 2024-2025:TINI WORLD TOUR

## Biografia
- Po prostu Tini (Martina Stoessel: Simplemente Tini) (2014)[14]

3 grudnia 2020 roku miał premierę jej trzeci album pt. „Tini Tini Tini”